# フォイアーノ・ディ・ヴァル・フォルトーレ
フォイアーノ・ディ・ヴァル・フォルトーレ（イタリア語: Foiano di Val Fortore）は、イタリア共和国カンパニア州ベネヴェント県にある、人口約1,400人の基礎自治体（コムーネ）。

## 地理

### 位置・広がり
ベネヴェント県のコムーネ。県都ベネヴェントから北北東へ30kmの距離にある。

#### 隣接コムーネ
隣接するコムーネは以下の通り。括弧内のFGはフォッジャ県所属を示す。
- バゼーリチェ
- モリナーラ
- モンテファルコーネ・ディ・ヴァル・フォルトーレ
- ロゼート・ヴァルフォルトーレ (FG)
- サン・バルトロメーオ・イン・ガルド
- サン・ジョルジョ・ラ・モラーラ
- サン・マルコ・デイ・カヴォーティ

## 行政

### 分離集落
フォイアーノ・ディ・ヴァル・フォルトーレには、以下の分離集落（フラツィオーネ）がある。
- Frassineta, Ponte Carboniera, Serra Verdito